# Gordiacea patula
Gordiacea patula är en insektsart som först beskrevs av Chen, Yang och Wilson 1989.  Gordiacea patula ingår i släktet Gordiacea och familjen vedstritar. Inga underarter finns listade i Catalogue of Life.